# Fridolf Ödberg
Jonas Fridolf Ödberg, född 14 februari 1845 i Arnäs socken, Ångermanland, död 20 april 1916 i Lidköping, var en svensk skolman och historiker.

## Biografi
Ödberg blev filosofie doktor i Uppsala 1875, lektor vid Skara högre allmänna läroverk 1876-1911 och rektor där 1878-1893. Han utgav historiska arbeten om det svenska 1500-talet och om Västergötlands historia, särskilt i Västergötlands fornminnesförenings tidskrift, vars redaktör han var från 1893. Från 1908 var han även intendent för fornminnesföreningens samlingar.

### Redaktör
- Västergötlands fornminnesförenings tidskrift. Skara. 1893-1916. Libris 8261534